# رشاد السامعي
رشاد السامعي (ولد 10 مايو 1975) فنان تشكيلي، وكاريكاتير يمني. ولد في محافظة تعز إلى الجنوب من العاصمة صنعاء.

## النشأة
درس الاعدادية والثانوية في تعز وتخرج منها، ثم التحق بكلية التربية في جامعة تعز ودرس علم النفس ويقول عن تعليمة (صحيح فتخصصي في علم النفس واختياري لهذا التخصص تحديداً لم يكن له علاقة بمجال موهبتي رغم أني استفدت من دراستي في هذا التخصص، لأنه يهتم كثيراً بالنفس البشرية وبطرق التفكير وانعكست دراستي تلك في هذا التخصص الرائع على بعض لوحاتي التشكيلية)[بحاجة لمصدر].

## الحياة العملية
- يعمل الآن في مؤسسة الجمهورية للصحافة والطباعة والنشر.
- عضو نقابة الفنانين التشكيليين
- عضو في نقابة الصحفيين اليمنيين.
- رسام كاركاتير في جريدةالجمهورية.
- مدير تحرير مجلة المثقف الصغير.

## الجوائز والشهادات
● فائز بالمركز الثاني في مسابقة الكاريكاتير عن المرأة - تونس 2008 ● فائز بالمركز الثاني والمركز الثالث لعامين متتاليين في جائزة حق العودة من فلسطين 2009-2010 ● فائز بالمركز الثاني في جائزة بالريشة نقاوم. الأردن 2018 ●
فائزبالمركز الأول في مسابقة الامم المتحدة في اليمن في مجال التصوير الفوتغرافي 2014
● درع من جامعة الدول العربية. تكريم الرواد والمبدعين العرب دولة قطر 2010 ● استخدام أحد رسومي الكاريكاتورية طابع بريدي في فلسطين 2014 ا

.